# Urera capitata
Urera capitata är en nässelväxtart som beskrevs av Hugh Algernon Weddell. Urera capitata ingår i släktet Urera och familjen nässelväxter. Inga underarter finns listade i Catalogue of Life.